# Theileria
Genre
Theileria est un genre de parasites du phylum des Apicomplexa proche de Plasmodium. Deux espèces de  Theileria, T. annulata et T. parva, sont d'importants parasites du bétail (bovins, ovins, caprins). T. annulata est responsable de la theilériose tropicale et T. parva de la theilériose bovine, également appelée fièvre de la côte orientale. Theileria equi est une cause connue de piroplasmose équine. Le seul parasite du genre ayant un intérêt médical semble être T. microti, responsable de la theilériose humaine. Theileria est transmis par les tiques.
Des vaccins contre Theileria sont en cours de développement. En mai 2010, il a été rapporté qu'un vaccin protégeant les troupeaux contre la theilériose bovine avait été approuvé et enregistré par les gouvernements du Kenya, des Malawi et de Tanzanie.

## Description
Les espèces de ce genre subissent une mérogonie exoérythrocytaire dans les lymphocytes, histiocytes, érythroblastes et autres cellules des organes internes. Celle-ci est suivie par l'invasion des érythrocytes par les mérozoïtes, qui vont alors ou non se reproduire. 
Lorsque la mérogonie a lieu, ce ne sont plus que quatre cellules filles qui en sont issues.
L'apparition fréquente de formes bacillaires ou « en baïonnette »  à l'intérieur des érythrocytes est considérée comme caractéristique de ce genre.
Les parasites sont transmis par différentes espèces de tiques dont Rhipicephalus, Dermacentor et Haemaphysalis. Ils se reproduisent dans les tiques lors de la progression de ces dernières dans ses différents stades évolutifs.
T. annulata et T. parva induisent une transformation des lignées de lymphocytes ou de macrophages/monocytes infectées les rapprochant de cellules cancéreuses. T. orientalis en revanche n'induit pas de prolifération incontrôlée des leucocytes infectés et se reproduit majoritairement au sein des érythrocytes infectés.

## Génomique
Les génomes de T. annulata, T. parva et T. orientalis ont été séquencés et publiés,,.

## Espèces importantes
Selon NCBI (9 décembre 2019) :
- Theileria annulata - agent responsable de la theilériose tropicale
- Theileria apogeana Greay & al. 2018
- Theileria bicornis
- Theileria brachyuri
- Theileria buffeli
- Theileria capreoli Rukhlyadev, 1939
- Theileria cervi
- Theileria equi Babesia equi Laveran, 1901 - l'un des parasites responsables de la piroplasmose équine
- Theileria fuliginosus
- Theileria haneyi Knowles & Kappmeyer 2018
- Theileria lestoquardi
- Theileria luwenshuni
- Theileria mutans
- Theileria orientalis
- Theileria ornithorhynchi Mackerras, 1959
- Theileria ovis
- Theileria palmeri Greay & al. 2018
- Theileria paparinii Greay & al. 2018
- Theileria parva (Theiler, 1904) Bettencourt, Franca & Borges, 1907 - agent responsable de la theilériose bovine ou fièvre de la côte orientale
- Theileria penicillata
- Theileria separata
- Theileria sergenti
- Theileria sinensis Bai & al. 2002
- Theileria tachyglossi Priestley 1915
- Theileria taurotragi
- Theileria uilenbergi
- Theileria velifera (Uilenberg, 1964)
- Theileria worthingtonorum Greay & al. 2018
- Theileria youngi
- non-classé unclassified Theileria
  - Theileria ex Connochaetes taurinus